# Костов, Василие
Василие Костов (серб. Василије Костов; родился 11 мая 2008, Белград, Сербия) — сербский футболист, атакующий полузащитник клуба «Црвена звезда».

## Клубная карьера
Воспитанник «Црвены звезды». 26 февраля 2025 года впервые попал в заявку основной команды клуба на матч сербской Суперлиги против «Железничара», однако на поле не появился. 6 апреля 2025 года дебютировал в чемпионате Сербии, выйдя на замену в матче против ОФК. 26 июля 2025 года забил свой первый мяч за «Црвену звезду» в матче сербской Суперлиги против ОФК. Его гол болельщики клуба признали самым красивым среди всех мячей, забитых игроками «красно-белых» в июле.

## Карьера в сборной
Выступал за сборные Сербии до 15, до 16, до 17 и до 19 лет.